# نيل راميريز
نيل راميريز (بالإنجليزية: Neil Ramirez)‏ هو لاعب كرة قاعدة أمريكي، ولد في 25 مايو 1989 في فرجينيا بيتش في الولايات المتحدة.

## وصلات خارجية
- نيل راميريز على موقع دوري كرة القاعدة الرئيسي (الإنجليزية)
- نيل راميريز على موقعبيزبول رفرنس.كوم (الدوري الرئيسي) (الإنجليزية)
- نيل راميريز على موقعبيزبول رفرنس.كوم (الدوري الثانوي) (الإنجليزية)
- نيل راميريز على موقع إي إس بي إن.كوم (أم.أل.بي) (الإنجليزية)
- نيل راميريز على موقع مشجعي الرسوم البيانية (الإنجليزية)